# We're from America
We're from America è una traccia presente sull'album dei Marilyn Manson The High End of Low del 2009. Il suo titolo è stato rivelato il 18 marzo 2009 sulla rivista Kerrang!. L'articolo affermava erroneamente che il brano era stato pubblicato durante la seconda settimana di marzo 2009; in realtà fu pubblicato il 27 marzo, sotto forma di file mp3 scaricabile gratuitamente dal sito ufficiale della band che, per l'occasione, cambiò grafica. La canzone è stata ripubblicata come singolo digitale il 7 aprile 2009, ed attualmente è disponibile su iTunes Store ed Amazon.

## Storia
Nel numero di Kerrang! del 18 marzo 2009, Marilyn Manson disse a proposito della canzone:
(Marilyn Manson, Kerrang!)
In risposta a questa intervista, Rudy Coby, che aveva precedentemente dato una breve interpretazione di "Devour", disse a proposito di questa canzone sul suo profilo MySpace:
(Rudy Coby, MySpace)

## Tracce
Hot Topic Exclusive CD single
Testi di Marilyn Manson, musiche di Twiggy Ramirez e Chris Vrenna.
1. We're from America – 5:04
2. Four Rusted Horses (Opening Titles Version) – 5:02

## Classifiche
| Classifica (2009)                | Posizione massima |
| -------------------------------- | ----------------- |
| U.S. Billboard Hot Singles Sales | 3                 |